# 羅吉夫卡 (埃米利奇涅區)
50°51′9″N 27°36′36″E / 50.85250°N 27.61000°E
羅吉夫卡（烏克蘭語：Рогівка），是烏克蘭北部的村莊，隸屬日托米爾州的茲維亞赫爾區。該村面積0.3平方公里，海拔高度206米，2001年人口42，人口密度每平方公里138.16人。